# Das Geständnis – Heute sage ich alles!
Das Geständnis war eine Pseudo-Doku des deutschen Fernsehsenders ProSieben. Beim Sender wurde das Format als „Real Life Show“ bezeichnet. Der Untertitel der Sendung lautete „Heute sage ich alles!“

## Sendezeit
Das Geständnis wurde ab dem 30. August 2004 ausgestrahlt. Dabei lief die Sendung zunächst montags bis freitags von 14.00 bis 15.00 Uhr, später von 15.00 bis 16.00 Uhr.
Die letzte Folge wurde am 28. Februar 2006 ausgestrahlt, anschließend wurden nur noch Wiederholungen im Vormittagsprogramm ausgestrahlt. Grund war neben geringfügig gesunkenen Einschaltquoten auch eine geänderte Ausrichtung des Nachmittagsprogramms.

## Moderation
Die Leitung der Sendung lag bei der Big-Brother-Gewinnerin Alida Kurras, die zuvor auch interaktive Gewinnshows bei 9Live und Sat.1 moderierte.
Ursprünglich sollte die Sendung von Arabella Kiesbauer moderiert werden. Diese lehnte das Angebot von ProSieben ab, da sie statt der Inszenierung lieber weiterhin authentische Gäste haben wollte.

## Ablauf
Die Fälle und der Ablauf der Sendung sind frei erfunden und wurden mit Laiendarstellern inszeniert.
In der Show machen Menschen vor Livepublikum ihren ebenfalls eingeladenen Partnern, Freunden oder Rivalen Geständnisse. Dabei geht es meist um Untreue in der Partnerschaft, Betrug und teilweise Gewaltverbrechen. Im Rahmen der Sendung wird nach und nach aufgeklärt, was „tatsächlich“ passiert ist. Dabei spielen stets plötzliche Wendungen und Geständnisse eine wichtige Rolle. Unwahrheiten werden sukzessive aufgedeckt und am Schluss stehen die „wirklichen“ Begebenheiten fest. Kurze Filmeinspieler zeigen wichtige Momente, die zur jeweiligen Krise geführt haben. (Wo diese Filmaufnahmen aus der Vergangenheit herkommen sollen, bleibt völlig offen, laut der satirischen Fernsehkritiksendung Kalkofes Mattscheibe stammen sie „aus der Überwachungskamera vom lieben Gott.“)
Eine Person sitzt hinter einem semitransparenten, von hinten angestrahlten Abtrenner, der sogenannten Schattenwand. Diese Person ist nicht sichtbar, die Beteiligten können sich aber mit ihr unterhalten. Im späteren Verlauf der Sendung kommt diese Person meist als Quasihöhepunkt zu den anderen Personen auf die Bühne. Oft werden Sachverhalte von der Moderatorin Alida Kurras mit einer der beteiligten Personen in einem abgetrennten Zimmer im Einzelgespräch geklärt. Alida und ihr Team decken immer alle Umstände genau auf – im Prinzip weiß sie bereits vor Beginn der Sendung alle Details, versucht aber ihre Gäste dazu zu bringen, die Karten auf den Tisch zu legen.
Wer hinter der Schattenwand sitzt, kommt immer im Verlauf der Sendung hervor. Auch wird die Schattenwand in jeder Sendung verwendet – selbst wenn die Person selbst sagt, dass sie es nicht für nötig hält, hinter der Wand zu sitzen, wird ihr von der Moderatorin nahegelegt, dort Platz zu nehmen. Auffällig ist auch, dass viele Dinge oft während der Sendung durch Redakteure von Alida aufgedeckt werden und relativ viel in extrem kurzer Zeit geschieht. Steht ein Telefon auf Alidas Tisch, wird dieses immer in irgendeiner Form verwendet. Sonst fehlt es. Auch der Bodyguard, Christian, ist nur anwesend, wenn er gebraucht wird.
Gelegentlich kommt auch ein Lügendetektor zum Einsatz. Dieser sorgt der Moderatorin zufolge für absolute Sicherheit.